# Passionsblumen

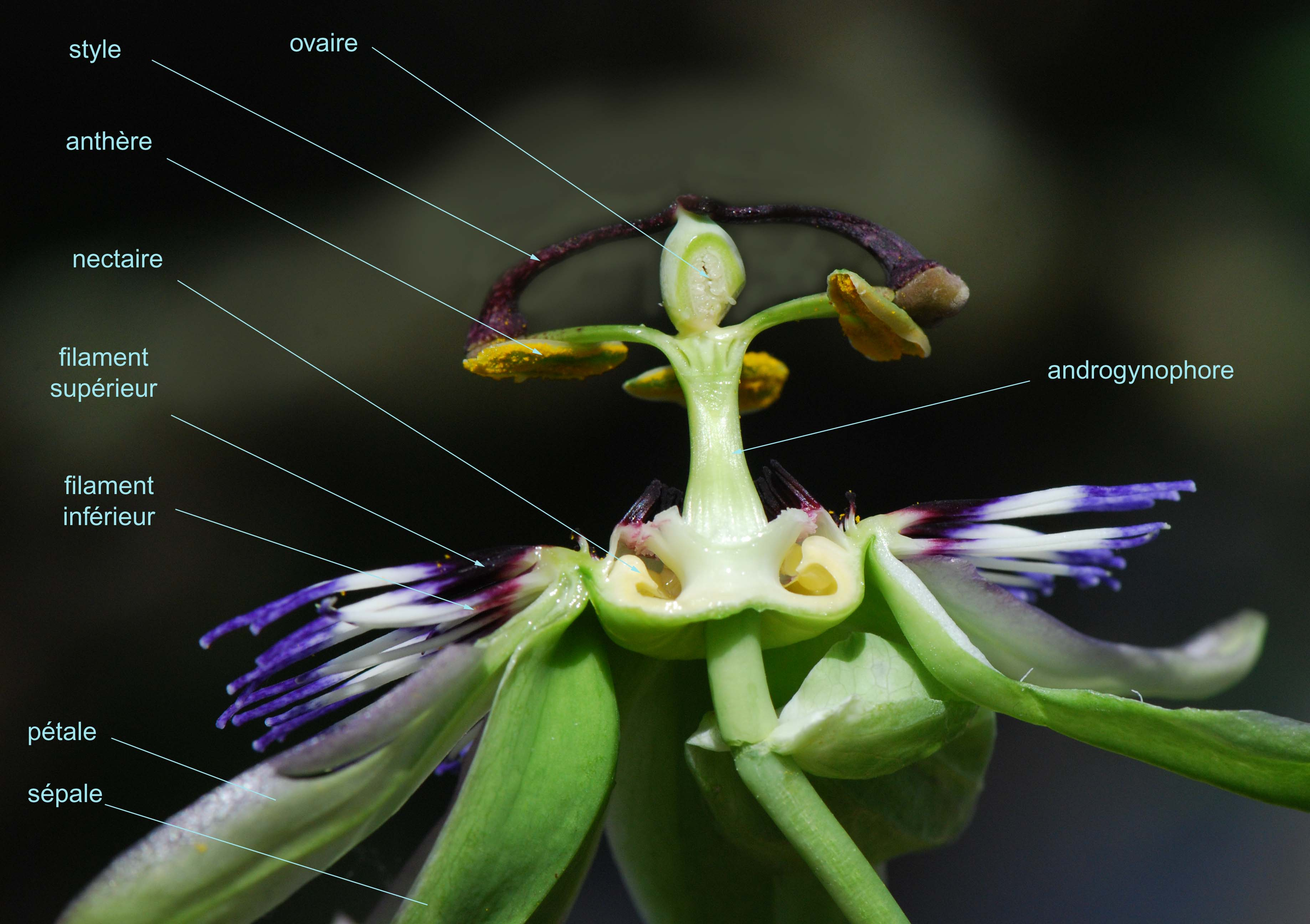
Aufbau einer Passiflora-Blüte

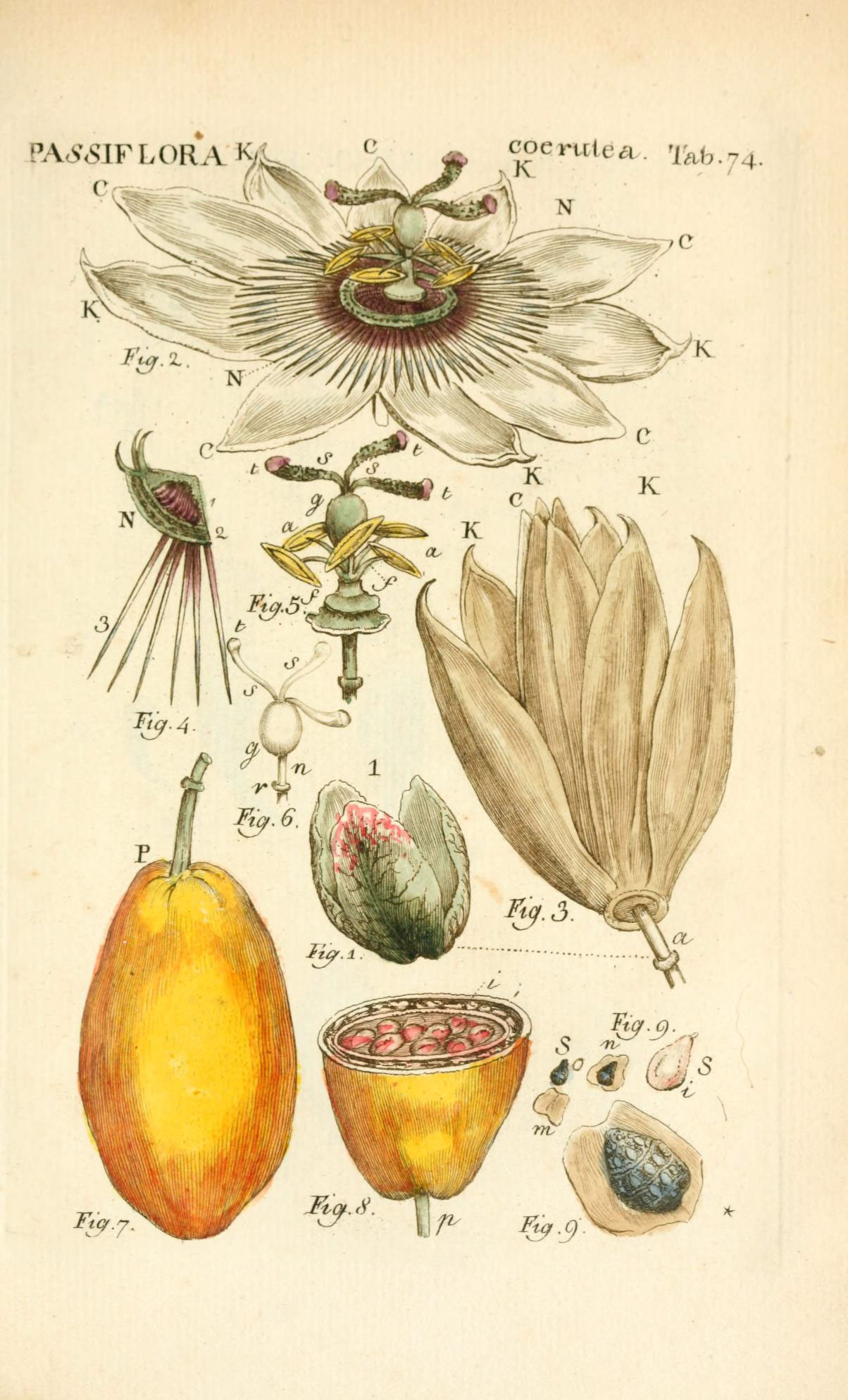
Illustration

Die artenreiche Pflanzengattung der Passionsblumen (Passiflora) gehört zur Familie der Passionsblumengewächse (Passifloraceae). Die meisten der über 530 Arten sind in der Neotropis beheimatet, aber etwa 20 Arten stammen aus der Paläotropis.

## Beschreibung
Passiflora-Arten sind meist ausdauernde krautige oder verholzende Pflanzen, nur eine Art ist eine einjährige Pflanze. Meist wachsen sie als Kletterpflanzen, selten als selbständig aufrechte Sträucher oder Bäume. In den Blattachseln werden Ranken gebildet. Die wechselständigen, gestielten Laubblätter sind ganz unterschiedlich gestaltet. An den Blattstielen befinden sich extraflorale Nektarien. Es sind Nebenblätter vorhanden.
Das auffallendste Merkmal der Passionsblumen sind die meist zwittrigen, radiärsymmetrischen und achselständigen Blüten, die von weniger als 1 Zentimeter bis zu 18 Zentimeter Durchmesser haben können. Die Blütenhüllblätter, meist 5 Kelch- und 5 Kronblätter, an einem Blütenbecher, oft gekennzeichnet durch leuchtende Farben, umhüllen ringförmig angeordnete fadenförmige oft intensiv gefärbte 15 bis 50 Staminodien, den Strahlenkranz (Nebenkrone). In der Mitte der Blüte sind die Fortpflanzungsorgane (meist fünf fertile Staubgefäße und meist drei Narben) zu einer sogenannten Säule (Androgynophor) zusammengefasst angeordnet, die die Blütenhüllblätter weit überragen. Es ist ein Diskus vorhanden.
Es werden meist Beeren gebildet. Die grubig texturierten Samen sind von einem Arillus umhüllt.

## Herkunft und Etymologie
Die meisten der über 530 Passiflora-Arten stammen aus Südamerika und Mittel- bis südliches Nordamerika, jedoch kommen auch ungefähr 25 Arten in Australien (Passiflora aurantia, Passiflora herbertiana und Passiflora cinnabarina), Asien, Madagaskar und eine auf den Galapagos-Inseln vor. Die indigene Bevölkerung verwendete teilweise ihre heilende oder berauschende Wirkung. Die Früchte der Passionsblume werden gemeinhin als „Maracuja“ bezeichnet. Der Name Maracuja (maracujá) stammt aus dem Portugiesischen, das dieses Wort aus der indigenen südamerikanischen Tupi-Sprache entlehnt hat, und bedeutet „Mara = Speise, Cuja = Gefäß“.
Christliche Einwanderer erkannten in den Blüten Symbole der Passion Jesu. Dabei symbolisieren die zehn Blütenblätter die Apostel ohne Judas und Petrus, die Nebenkrone (violett-weiß) als rotgetüpfelter Nektarienkranz die blutige Dornenkrone, die fünf Staubblätter (gelb, pentagon-ähnlich) die fünf Wunden Christi und die drei Griffel (rotbräunlich, oben) die Kreuznägel. Die Sprossranken sollen die Geißel symbolisieren. Entsprechend entstand der Name Passiflora incarnata – lat. „die fleischgewordene Passionsblume“. Im Laufe der Zeit deuteten die Christen auch andere Pflanzenteile als Leidenswerkzeuge, wie das Blatt als die „Lanze des Longinus“.

## Einige Arten

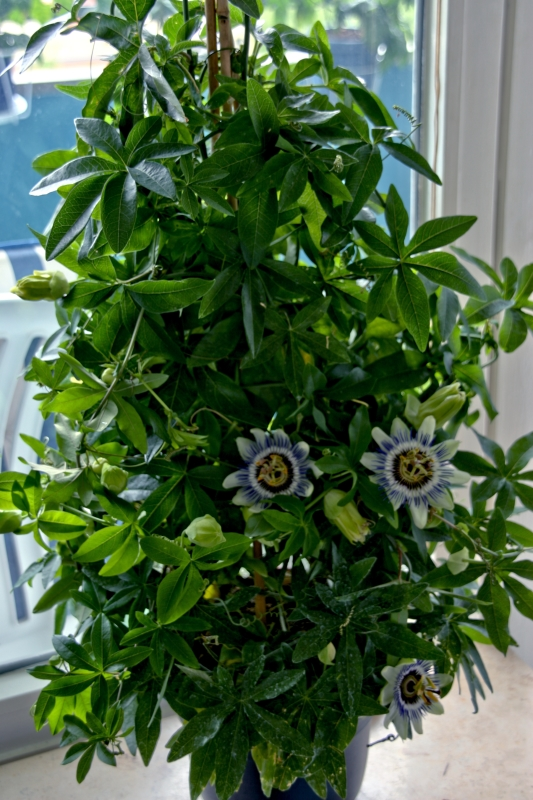
Blaue Passionsblume (Passiflora caerulea)

Es gibt etwas mehr als 530 Passiflora-Arten. Sie variieren bezüglich Blütenfarbe (grün, weiß, rosa, pink, rot, lila, violett, himmelblau bis sehr dunkles blau und auch schwarz), Blattfarbe und -größe (unzählige Grüntöne, auch panaschiert und mehrfarbig, von einem halben Zentimeter bis zu einem Meter), Blattform (un- bis neungelappt) und der Größe der Früchte (mehrere Kilogramm bis wenige Gramm) sowie der übrigen Gestalt der Pflanze.
Durch Züchtung sind im 20. Jahrhundert zudem mehrere hundert Hybridsorten hinzugekommen.
Selten gibt es auch Hybriden, welche sich trotz gleicher Chromosomenzahl nur sehr schlecht kreuzen lassen.
Auch sind einige tetraploide Hybride sowie Arten durch Einsatz von Colchicin erzeugt worden, welche meist größere Blüten, Blätter und Früchte bekommen und außerdem aus sterilen Hybriden wieder fertile Hybride machen.
Als Topfpflanze (Zimmerpflanze) am bekanntesten ist die Blaue Passionsblume (Passiflora caerulea) sowie Passiflora ×violacea, eine Hybride aus Passiflora caerulea mit Passiflora racemosa.
Passiflora incarnata ist eine Kletterpflanze mit dünnen, grünen, verholzenden Sprossachsen, drei- bis fünfteilig gelappten Laubblättern und einzeln stehenden Blüten mit auffallender, violett-weiß gestreifter Nebenkrone. Sie wird bis zu 10 m hoch und in der Medizin verwendet, sie ist nahe mit Passiflora edulis verwandt.
Die bekanntesten Arten unter den rotblühenden Passionsblumen sind Passiflora racemosa, Passiflora murucuja, Passiflora alata, Passiflora coccinea, Passiflora vitifolia oder Passiflora piresii.
Die meisten Passionsblumenarten sind ursprünglich im tropischen und subtropischen Südamerika beheimatet, drei jedoch in Nordamerika (Passiflora affinis, Passiflora incarnata und Passiflora lutea) und mehrere in Asien, Australien und Ozeanien. Die nordamerikanischen Arten sowie Passiflora tucumanensis und Passiflora caerulea weisen eine Frostresistenz auf und können unter günstigen Bedingungen auch in Mitteleuropa draußen gepflanzt werden – zum Beispiel zur Begrünung einer südlichen Hauswand.
Passiflora caerulea, Passiflora incarnata und Passiflora lutea sind hierbei die widerstandsfähigsten Pflanzen und können unter günstigen Bedingungen −15 °C aushalten, wobei sie jedoch auf den Boden zurückfrieren und im Frühjahr wieder aus dem Wurzelstock (bei Passiflora caerulea) oder aus ihren unterirdischen Rhizomen (Passiflora lutea, Passiflora incarnata) austreiben.
Gewisse natürliche Selektionen der Passiflora incarnata brauchen sogar eine Kältestratifikation im Winter, damit ihre Samen austreiben.
Alle Passionsblumen-Arten der Untergattung Astrophea (zum Beispiel Passiflora lindeniana und Passiflora macrophylla) sind keine Kletterpflanzen, sondern kleine Bäume, deren Laubblätter einen Meter Länge erreichen können.
Als Nutzpflanzen bekannt sind vor allem Passiflora edulis, Passiflora quadrangularis und Passiflora ligularis, welche die bekannten Früchte Maracuja (auch verwendete Schreibweise: Marakuja) oder Grenadilla (Süße Granadilla) hervorbringen.

## Systematik
Die Gattung Passiflora wurde lange Zeit in 22 oder 24 Untergattungen gegliedert (Klassifikation nach Killip 1938). Seit John MacDougal und Christian Feuillet 2004 wurde die Zahl auf vier Untergattungen reduziert. Die vier monophyletischen Untergattungen nach Feuillet & MacDougal 2004 sind:
- Untergattung Passiflora L.: Mit etwa 240 Arten, darunter auch die bekanntesten Passiflora caerulea, Passiflora incarnata, Passiflora edulis f. edulis, Passiflora edulis f. flavicarpa und Passiflora ligularis. Sie zeichnen sich durch die „typischen“ Passionsblumen-Blüten aus und tragen zumeist essbare bis wohlschmeckende Früchte (siehe Passiflora edulis).

- Untergattung Decaloba (DC.) Rchb.: Die etwa 220 Arten der Untergattung Decaloba sind zumeist relativ klein und unscheinbar. Dazu gehören beispielsweise Passiflora morifolia, Passiflora coriacea, Passiflora citrina und Passiflora sanguinolenta. Ihre Blüten können  gelb, rot, orange, weiß und hellgrün sein. Ein besonderes Merkmal von ihnen ist, dass viele Arten von Natur aus panaschierte Laubblätter bilden, welche wie zum Beispiel bei Passiflora trifasciata auch eine leicht rötliche Färbung besitzen können.

- Untergattung Astrophea (DC.) Mast.: Mit etwa 52 Arten.
- Untergattung Deidamioides (Harms) Killip: Mit etwa 13 Arten.

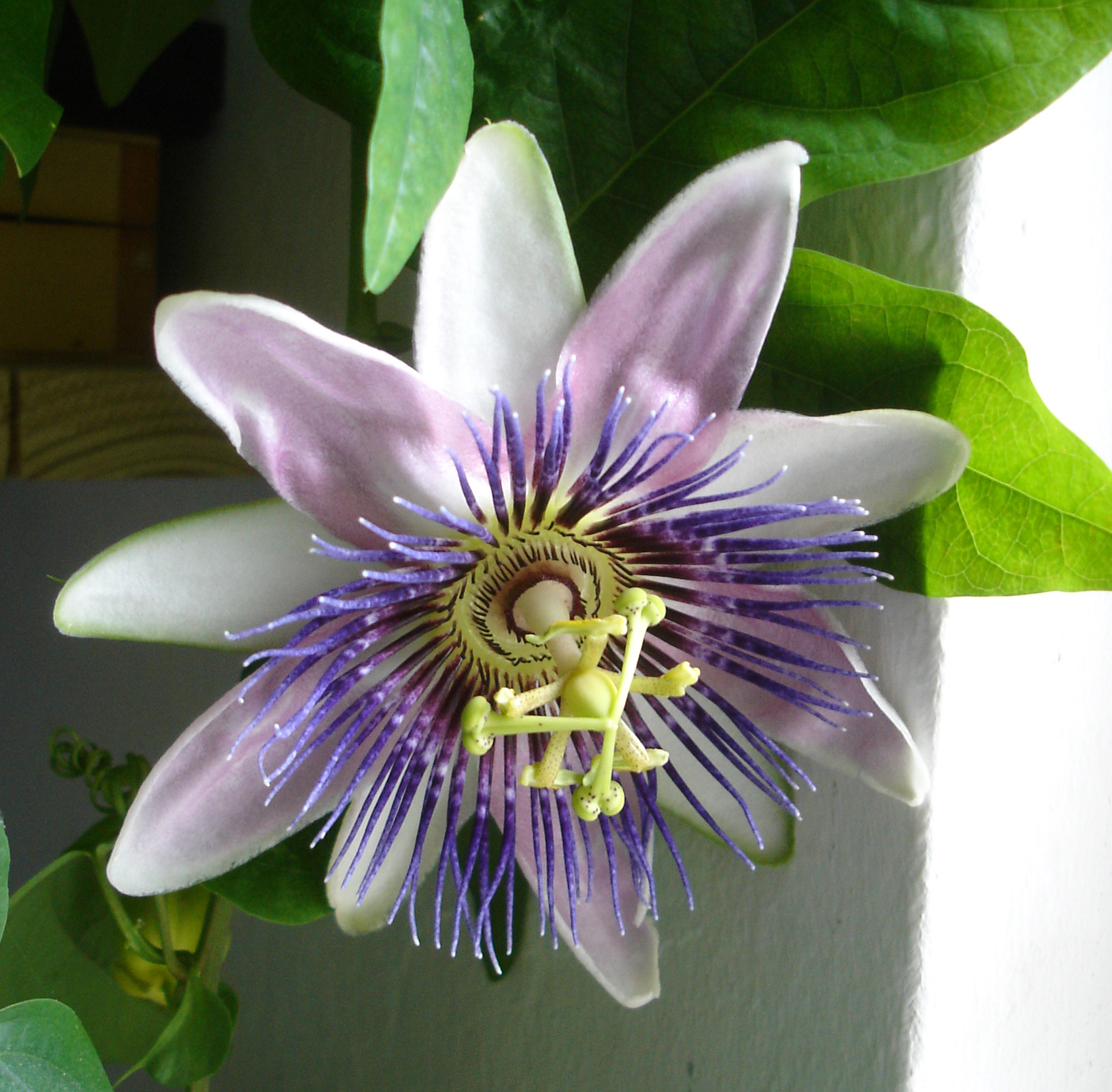
Passiflora ×belottii, eine Hybride von Passiflora alata und Passiflora caerulea
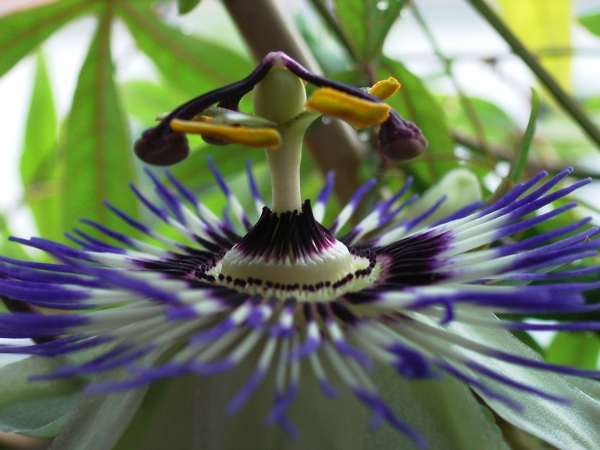
Blaue Passionsblume (Passiflora caerulea), Blüte mit dem Androgynophor
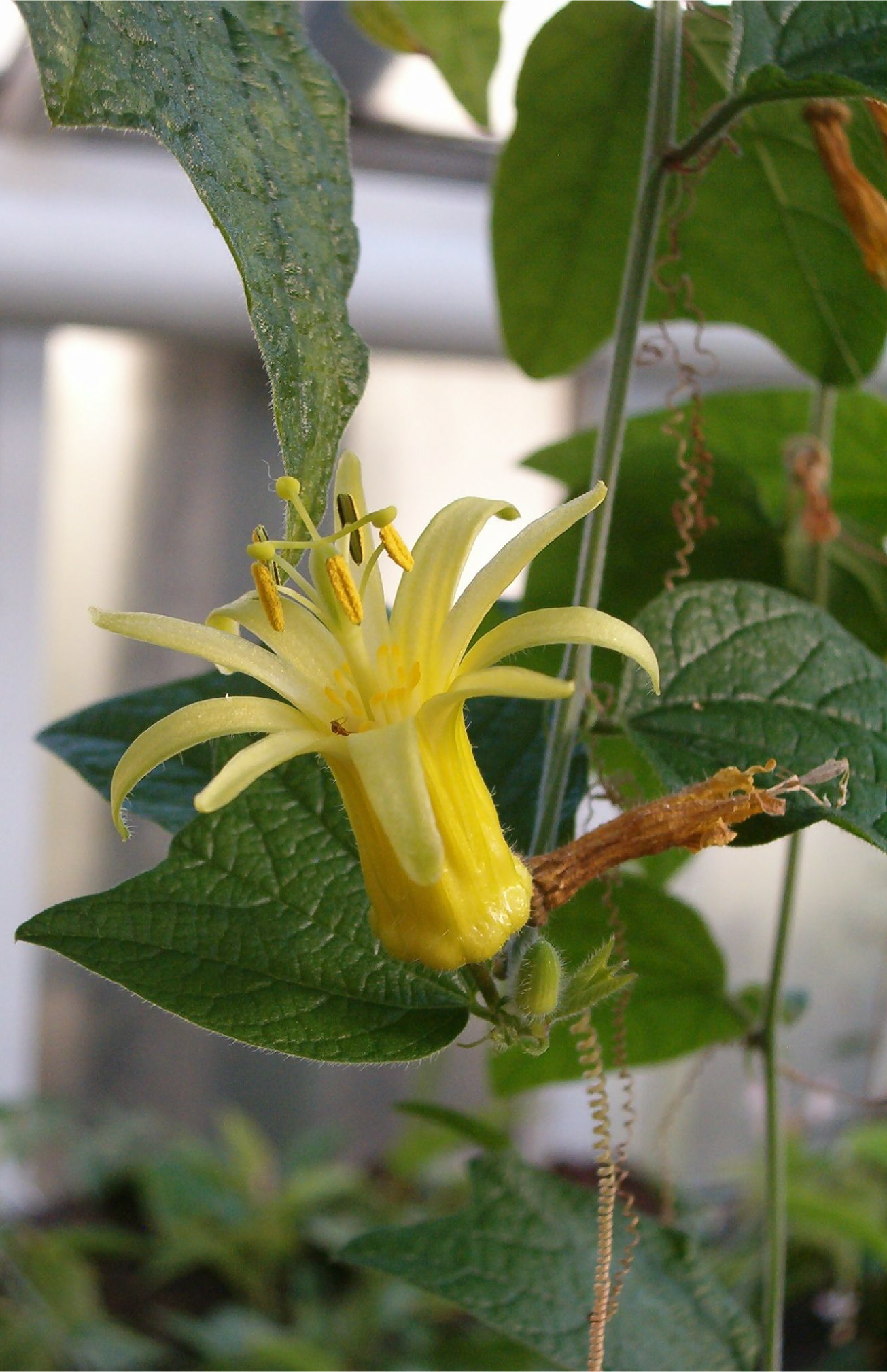
Zitronengelbe Passionsblume (Passiflora citrina)
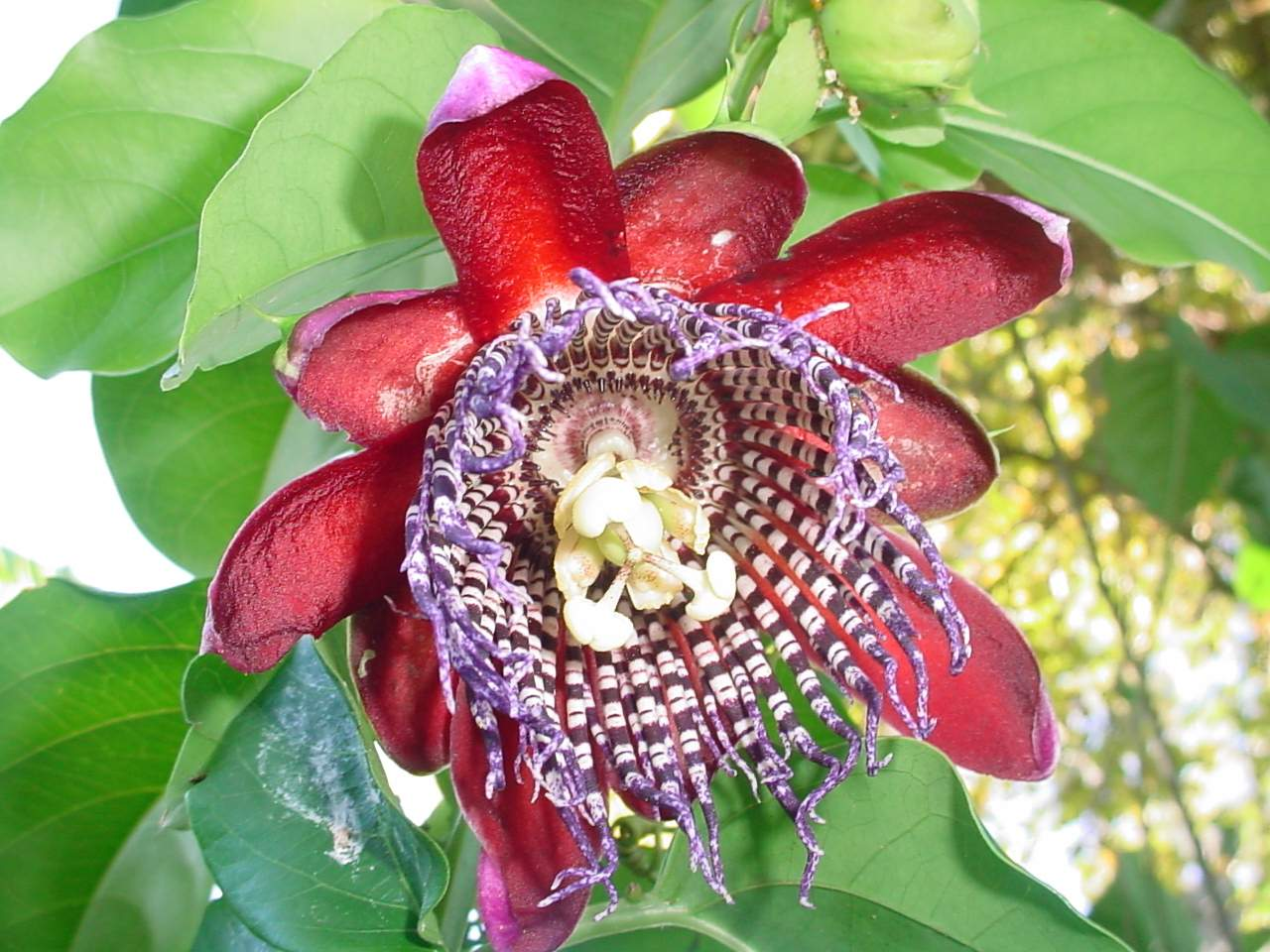
Passiflora alata
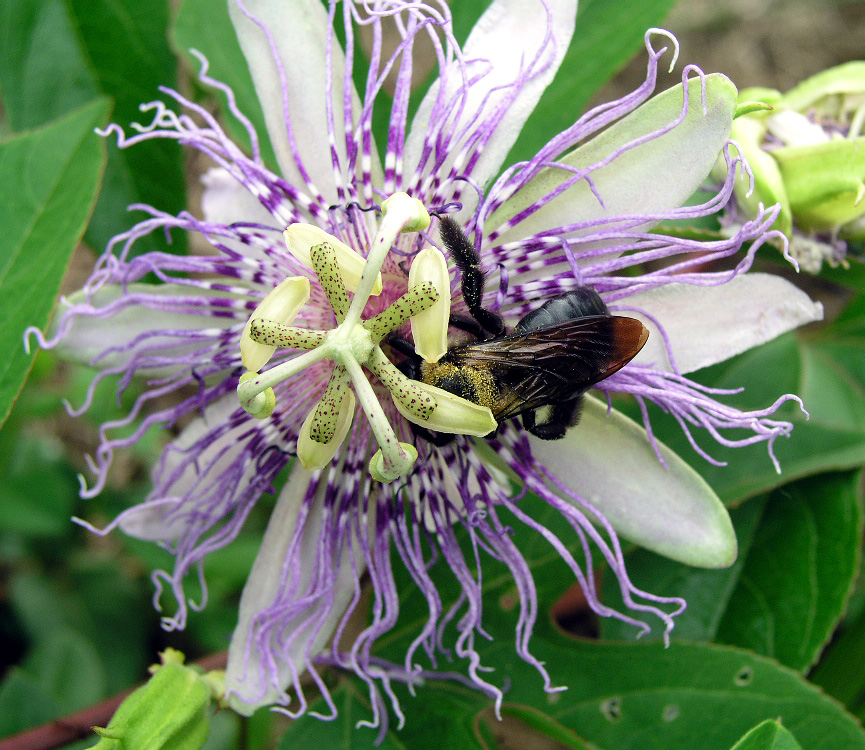
Passiflora incarnata
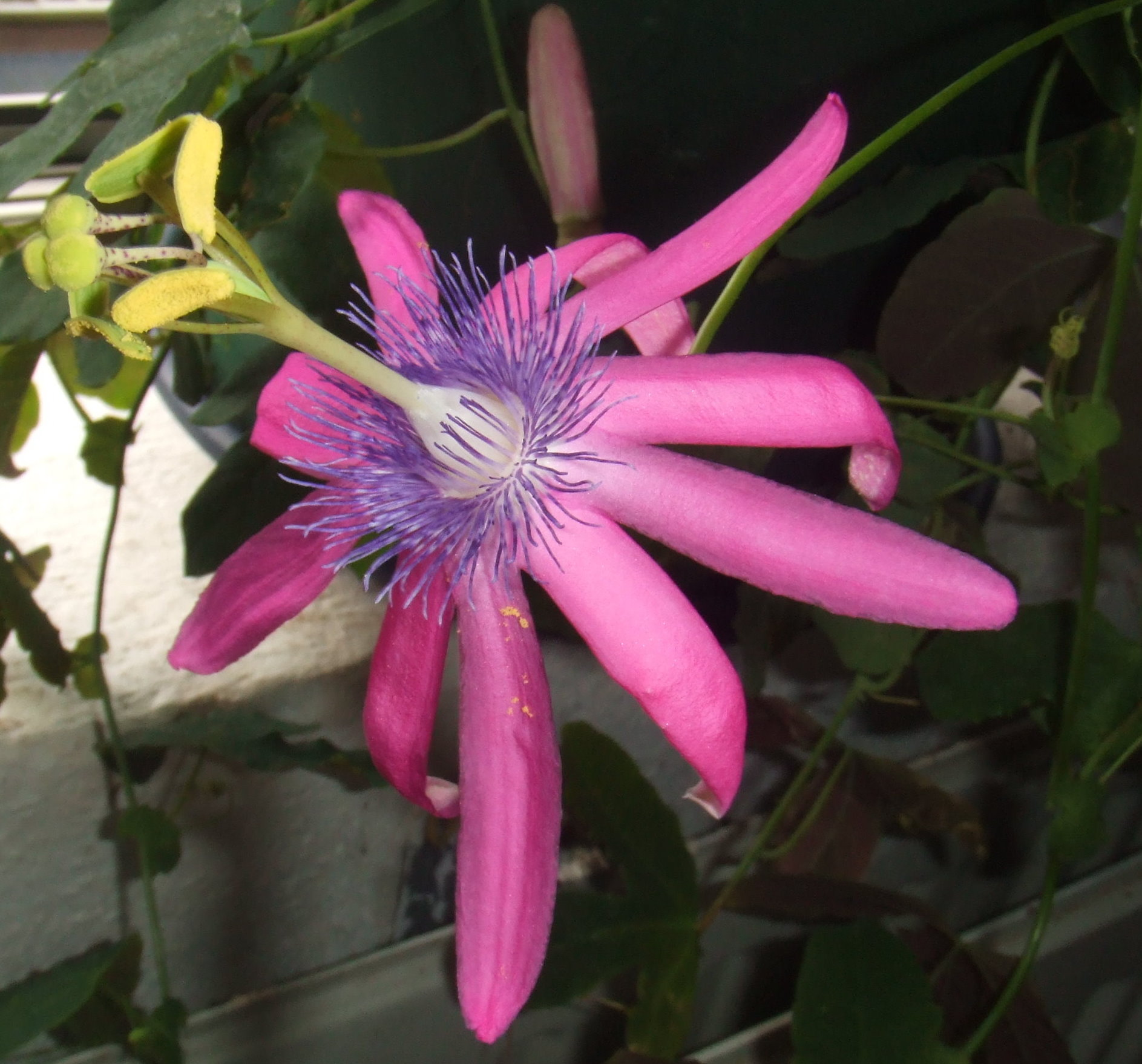
Passiflora kermesina
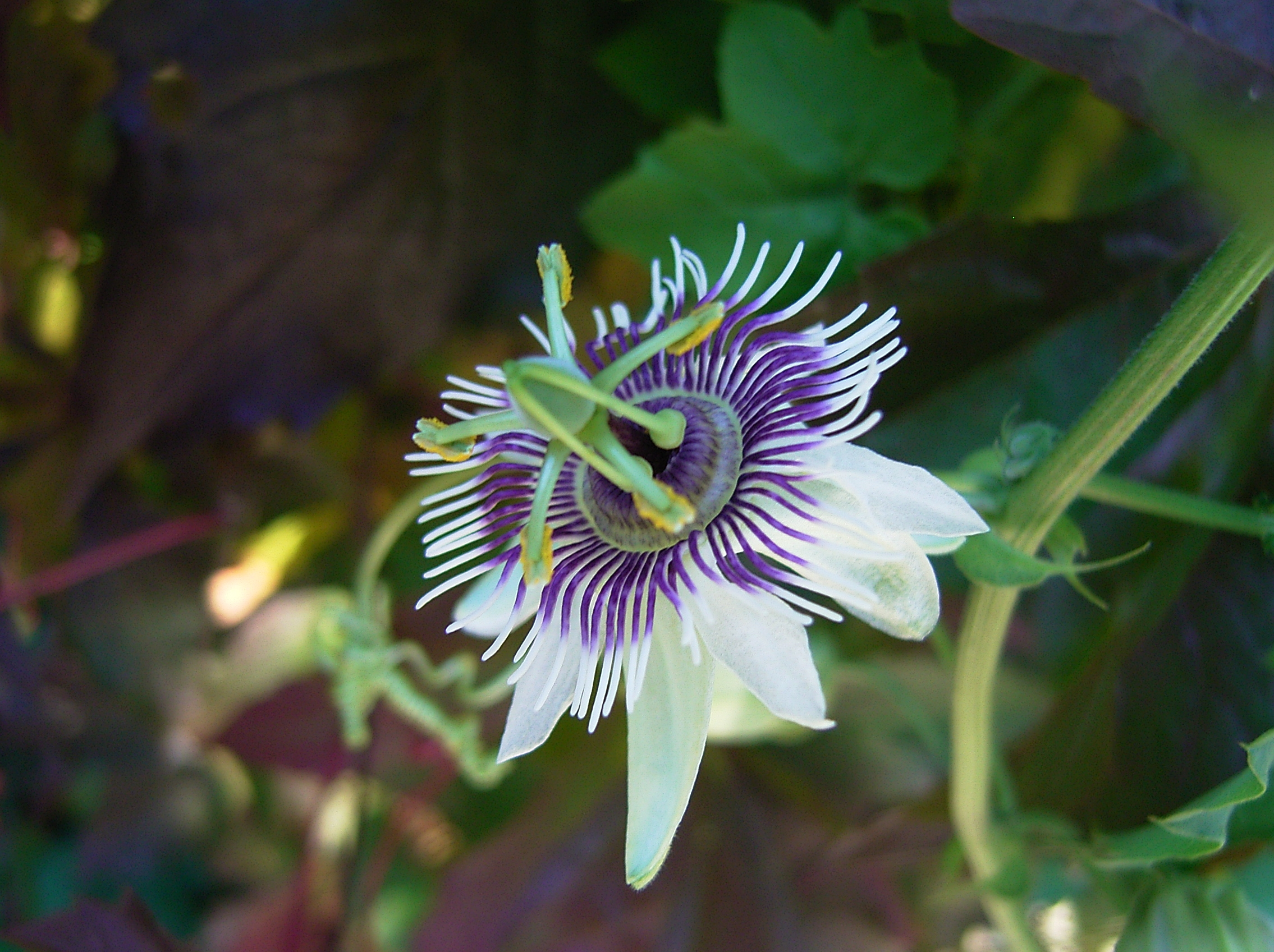
Passiflora morifolia
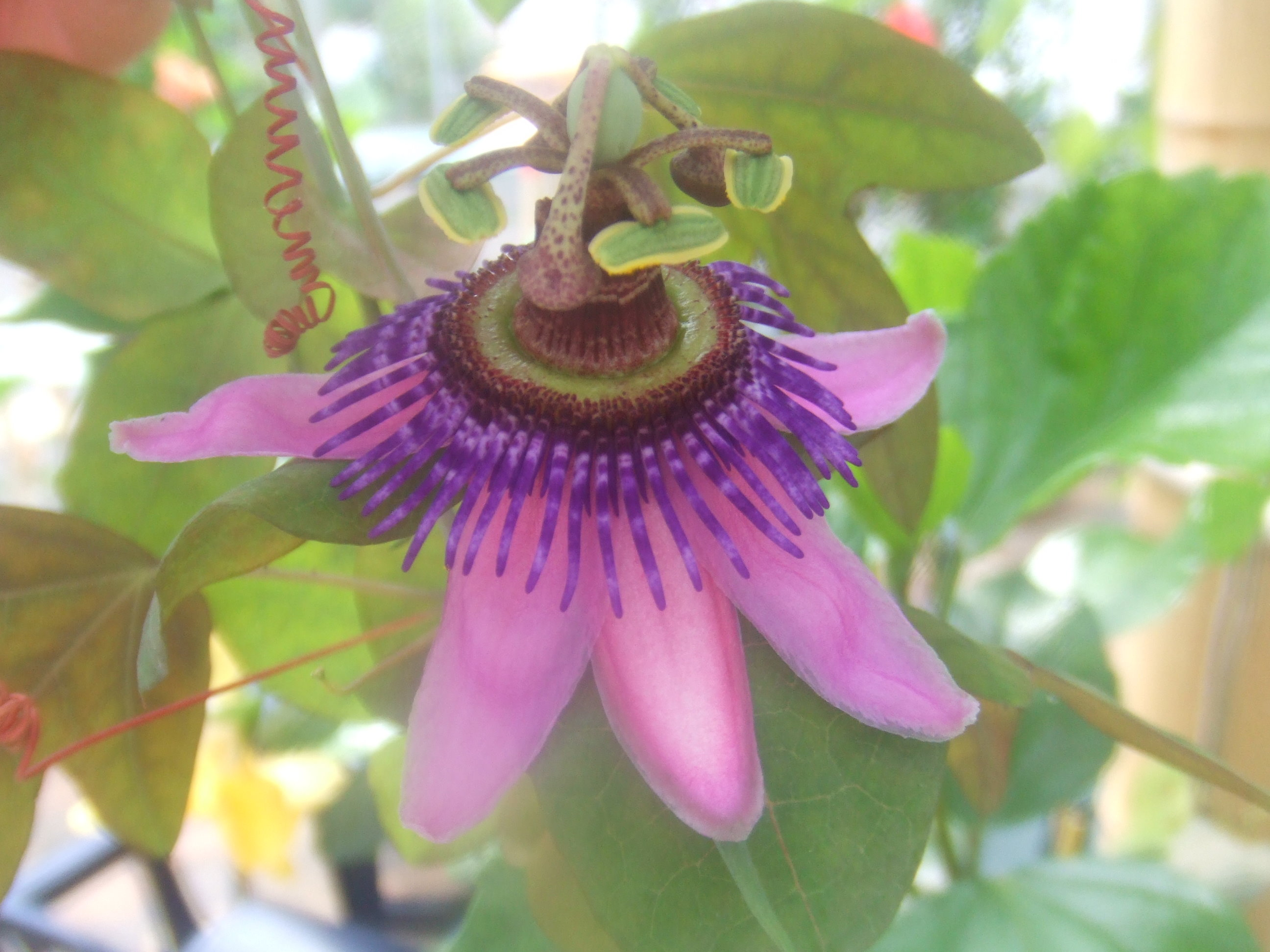
Passiflora picturata
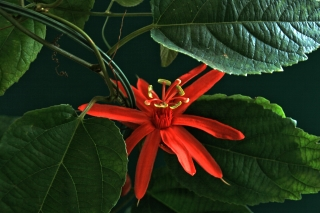
Passiflora cultivar
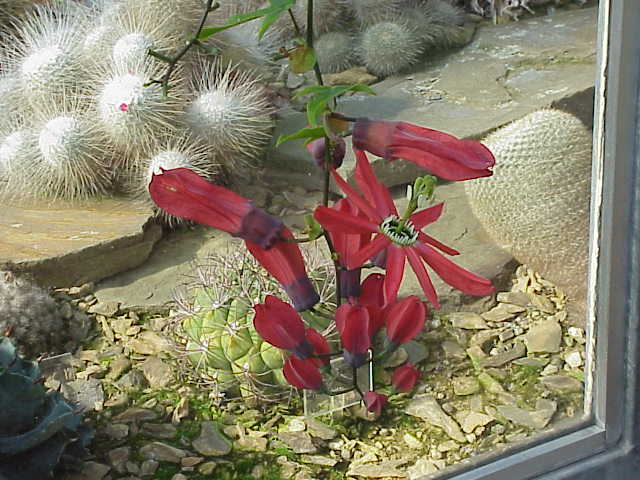
Traubige Passionsblume (Passiflora racemosa), racemosa = traubig, wie die Blütenstände.
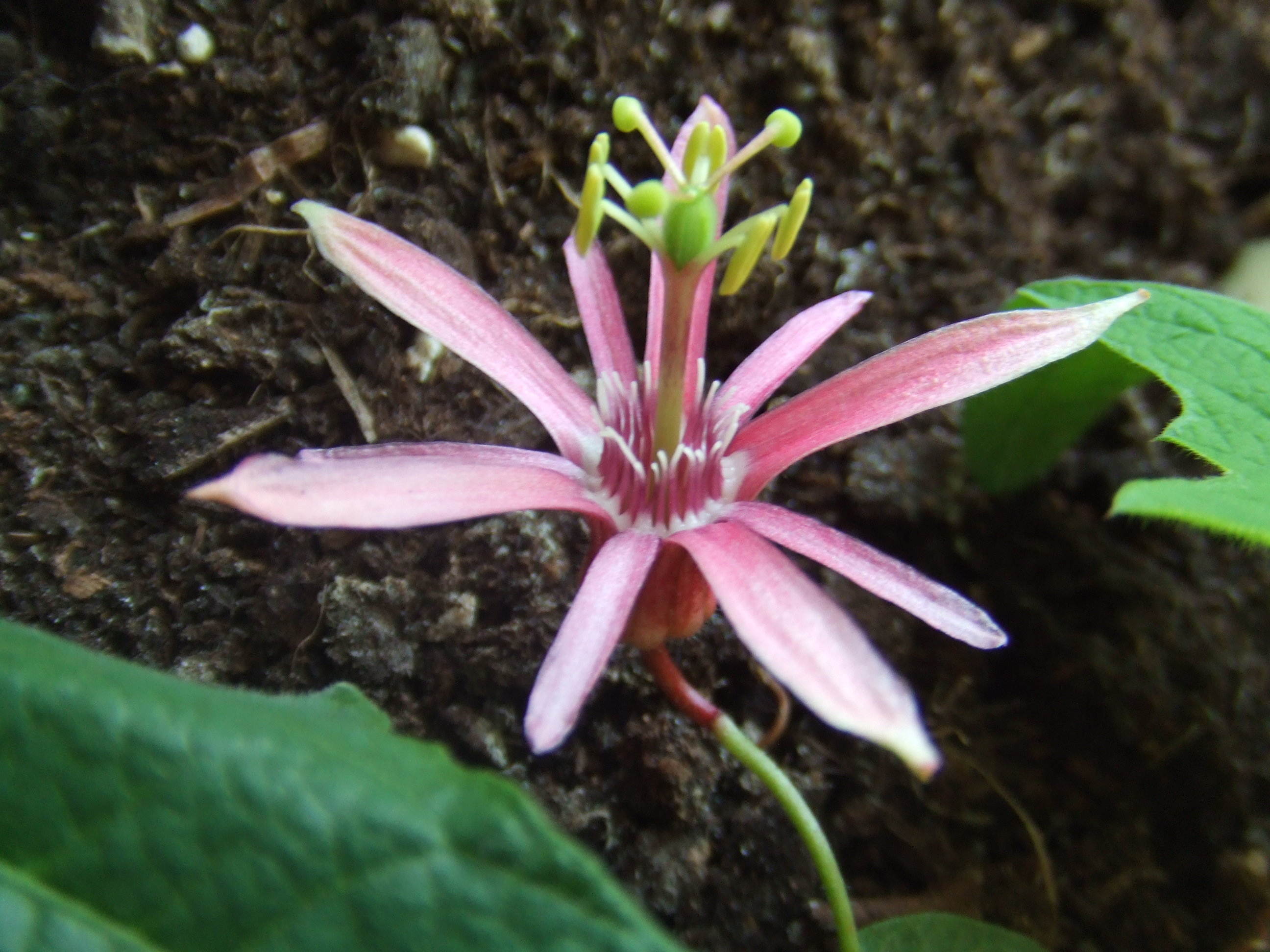
Passiflora sanguinolenta
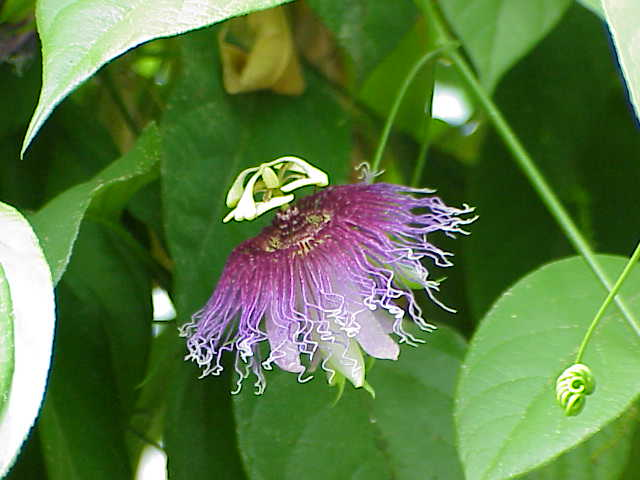
Passiflora serratifolia
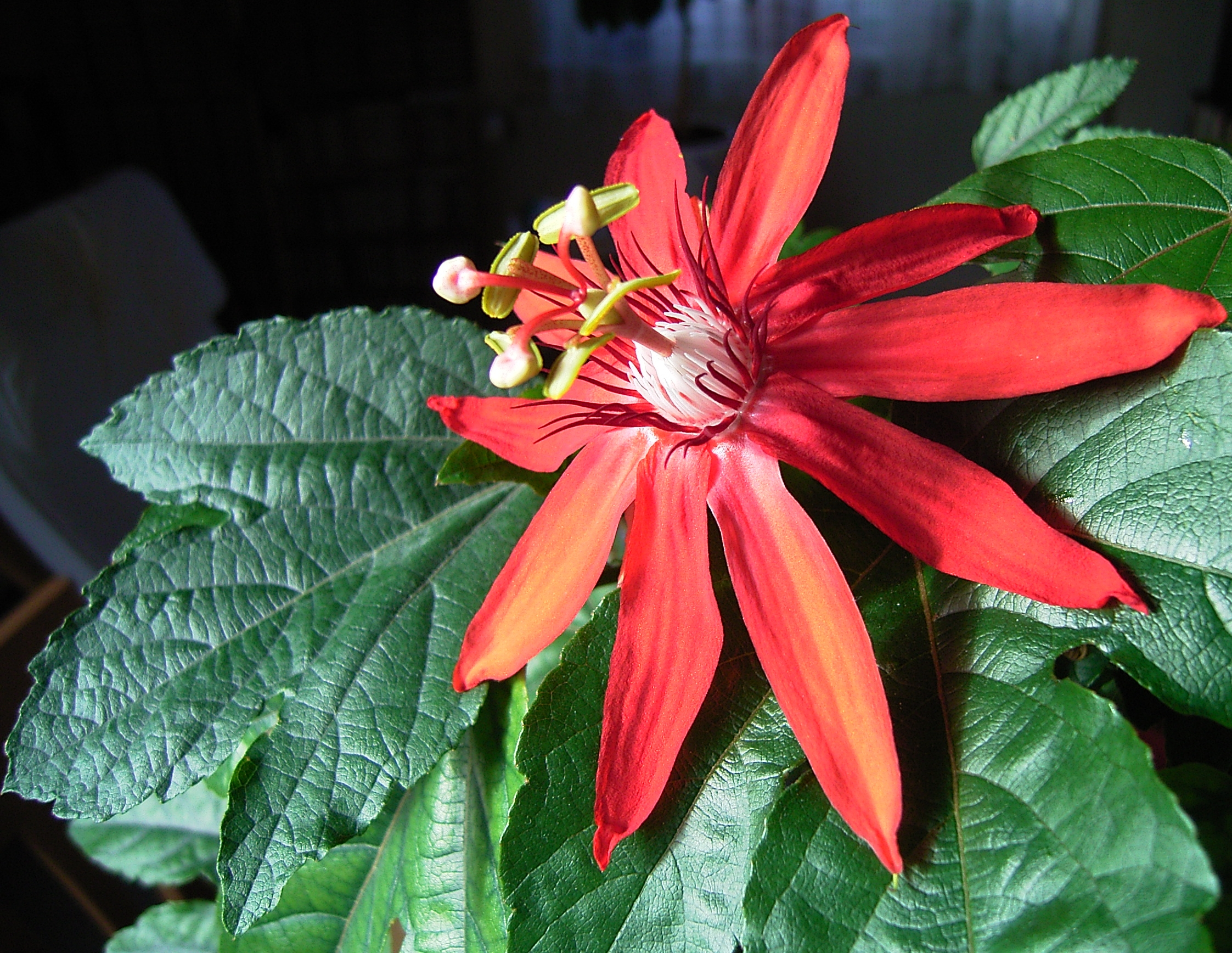
Passiflora vitifolia
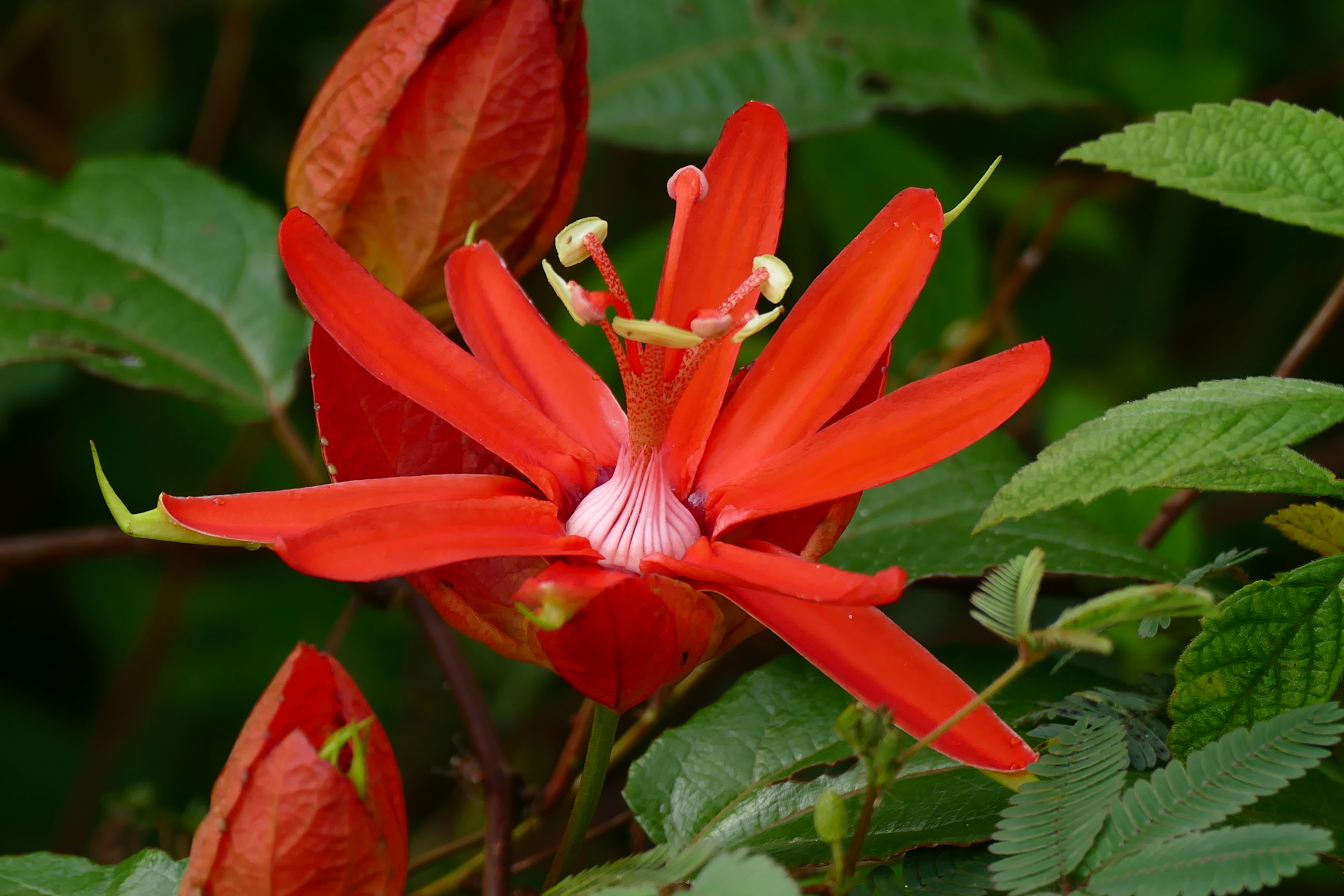
Passiflora coccinea
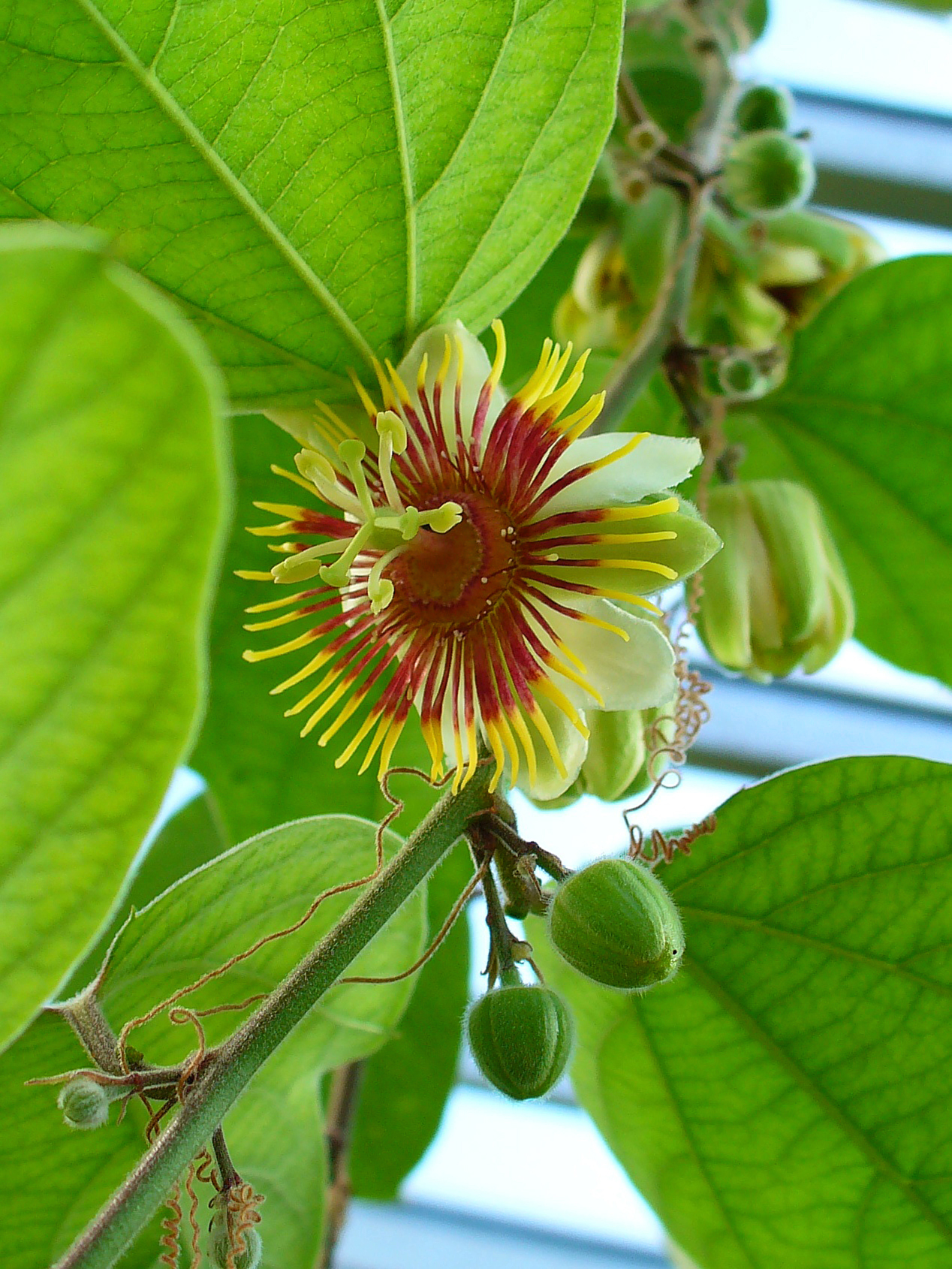
Passiflora holosericea
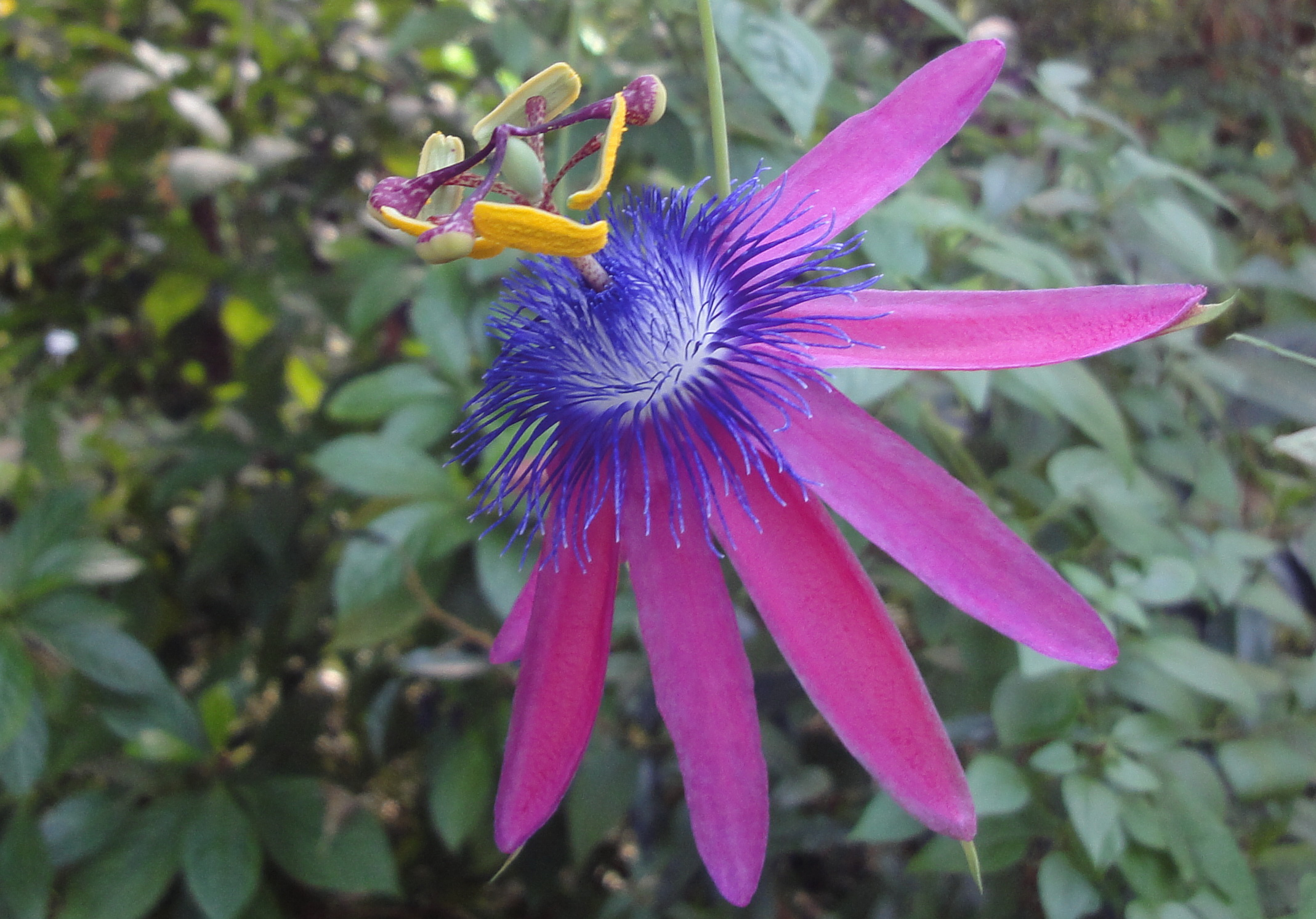
Passiflora loefgrenii
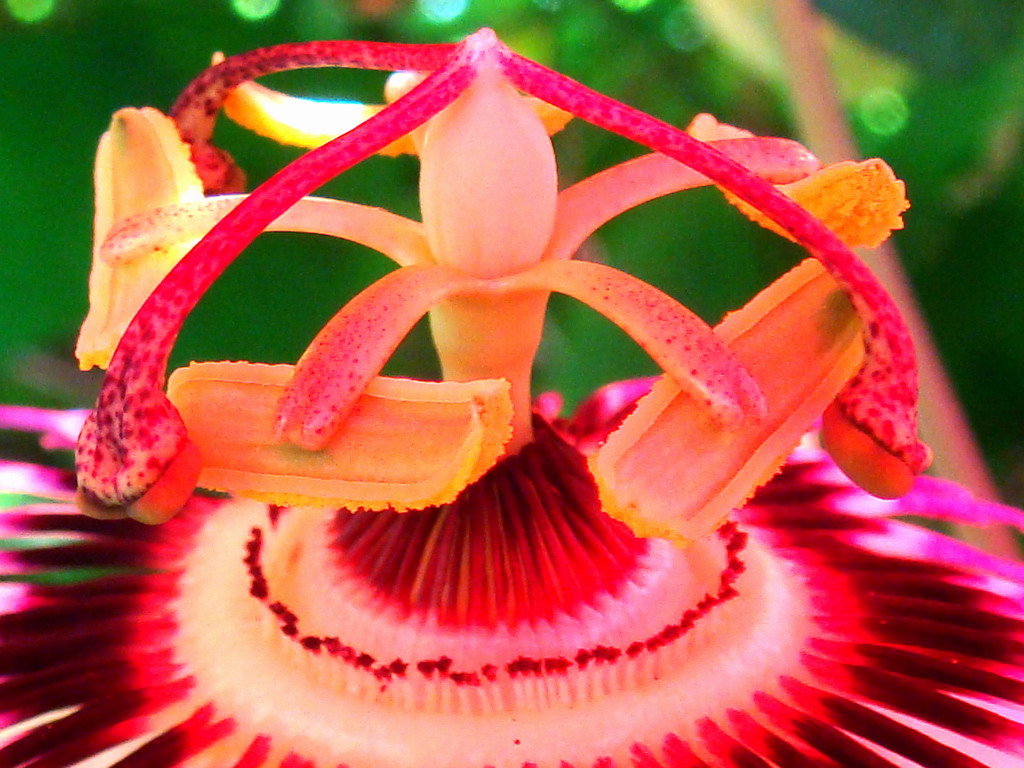
Rote Passiflora caerulea

## Früchte
Die Früchte sind botanisch gesehen Beeren. Früchte der Gattung, die von Menschen gegessen werden, nennt man je nach Art Maracuja oder Grenadillen (auch Granadillen). Sie sind eiförmig, haben eine feste Haut und enthalten innen einen oft bitter bis süßlich oder auch extrem sauer schmeckenden Saft mit vielen essbaren Kernen (ähnlich wie Granatäpfel). Sie enthalten viel Vitamin C.
Die Früchte von der Blauen Passionsblume (Passiflora caerulea) sind etwa 5 cm lang, gelb und vom Geschmack eher ungenießbar. Die Früchte der meisten anderen Passionsblumenarten der Untergattung Passiflora sind ähnlich, unterscheiden sich jedoch teils sehr in Größe, Farbe und Geschmack.
Der Saft von Passiflora edulis wird auch unter der portugiesischen Bezeichnung Maracujá oder dem spanischen Namen Maracuyá (Venezuela: Parchita) in Fruchtsaftgetränke gemischt.
Früchte der Untergattung Decaloba sind deutlich kleiner und nicht zum Verzehr geeignet; einige sind sogar giftig.
Aber auch Arten der Untergattung Tacsonia wie die Curuba oder Bananenpassionsfrucht (Passiflora tripartita var. mollissima) werden wegen ihrer Früchte kultiviert. Diese sind länglich und können selten in spezialisierten Fruchthandlungen erworben werden.
Man unterscheidet folgende Passionsfrüchte:
- Purpurgranadilla (Passiflora edulis f. edulis)
- Gelbe Granadilla (Passiflora edulis f. flavicarpa)
- Süße Granadilla (Passiflora ligularis)
- Bananenpassionsfrucht/Curuba (Passiflora tarminiana, früher: Passiflora tripartita var. mollissima)
- Königs- oder Riesengranadilla (Passiflora quadrangularis)

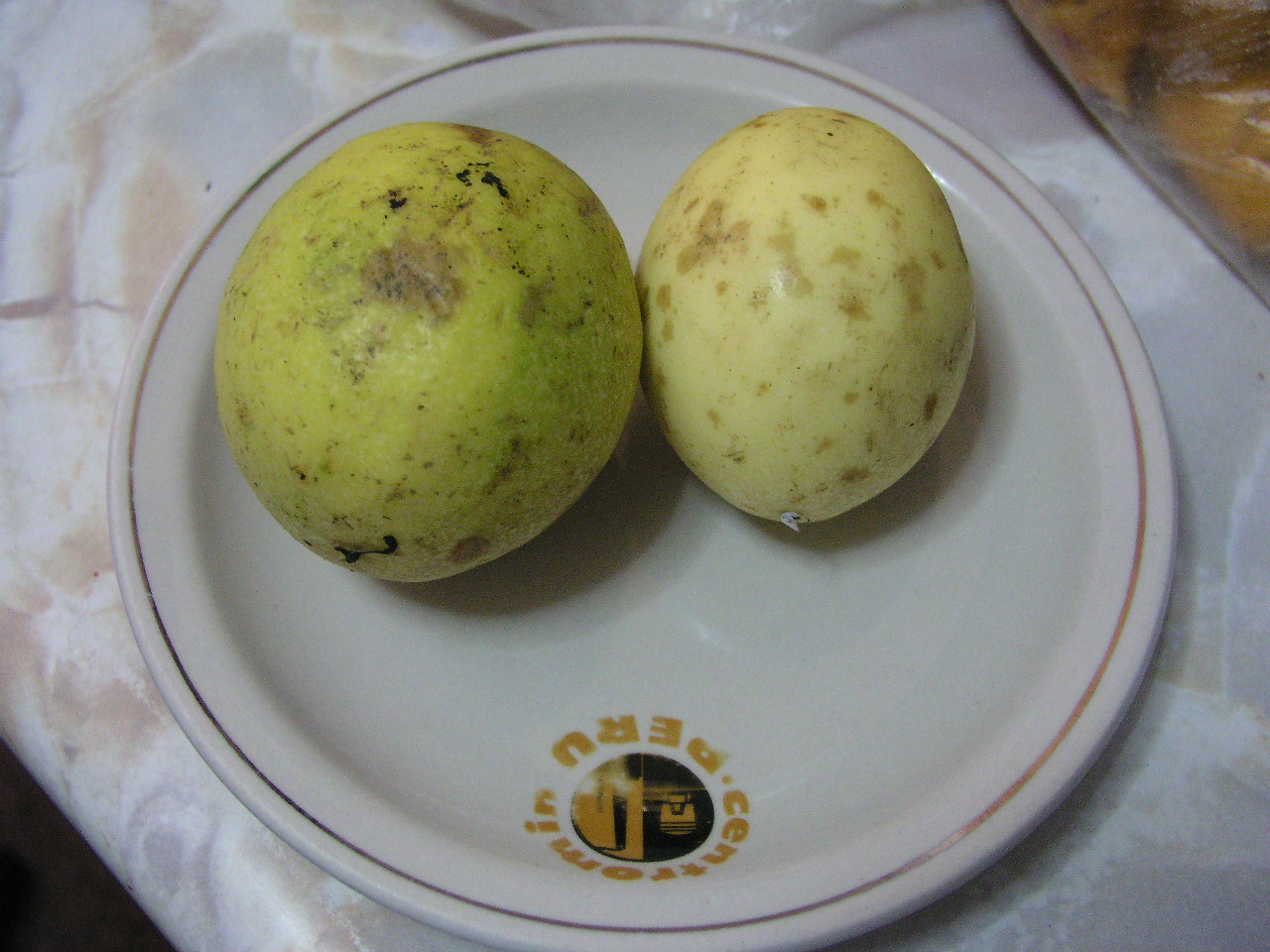
Ganze Maracuja
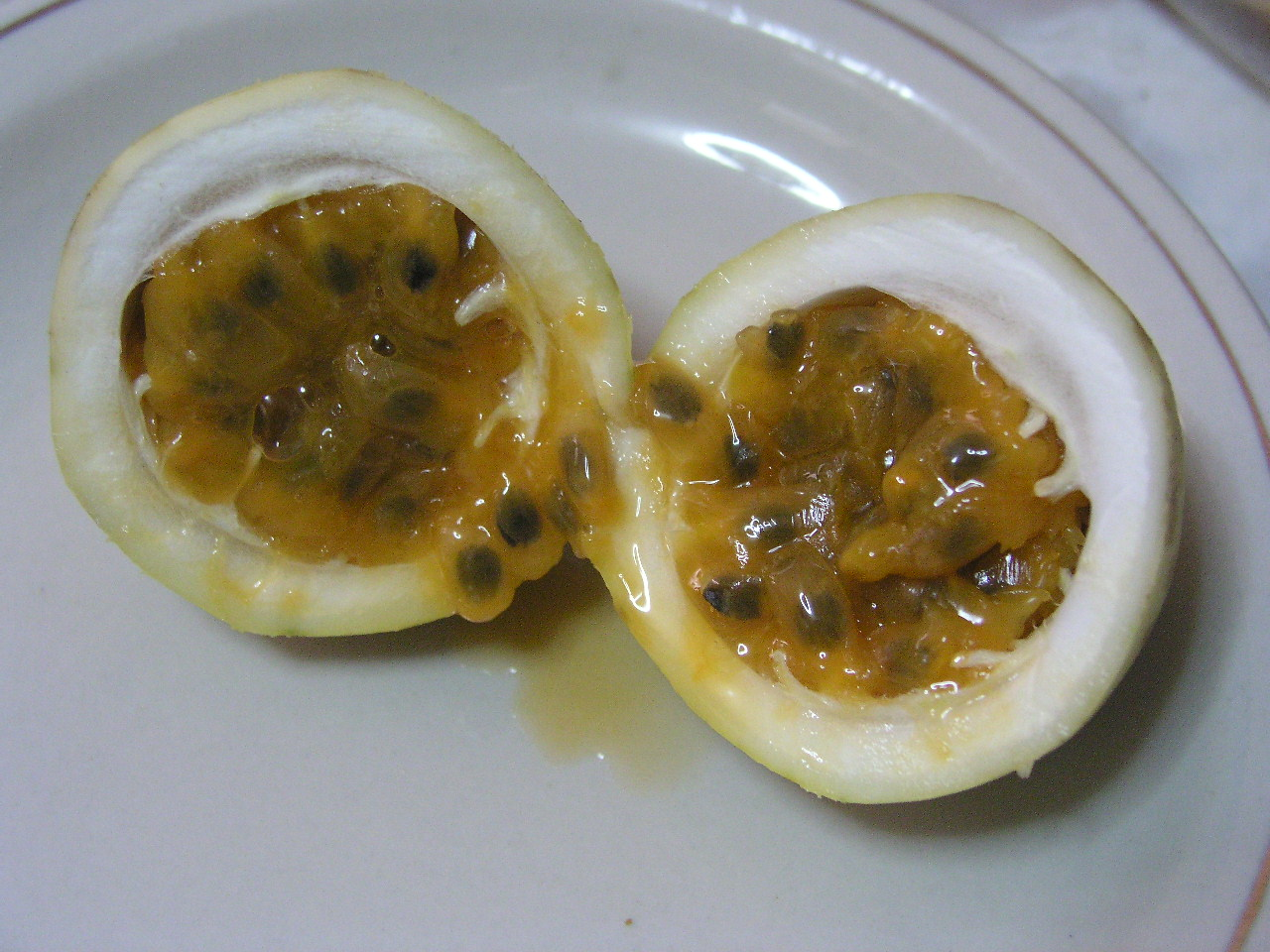
Aufgeschnittene Maracuja
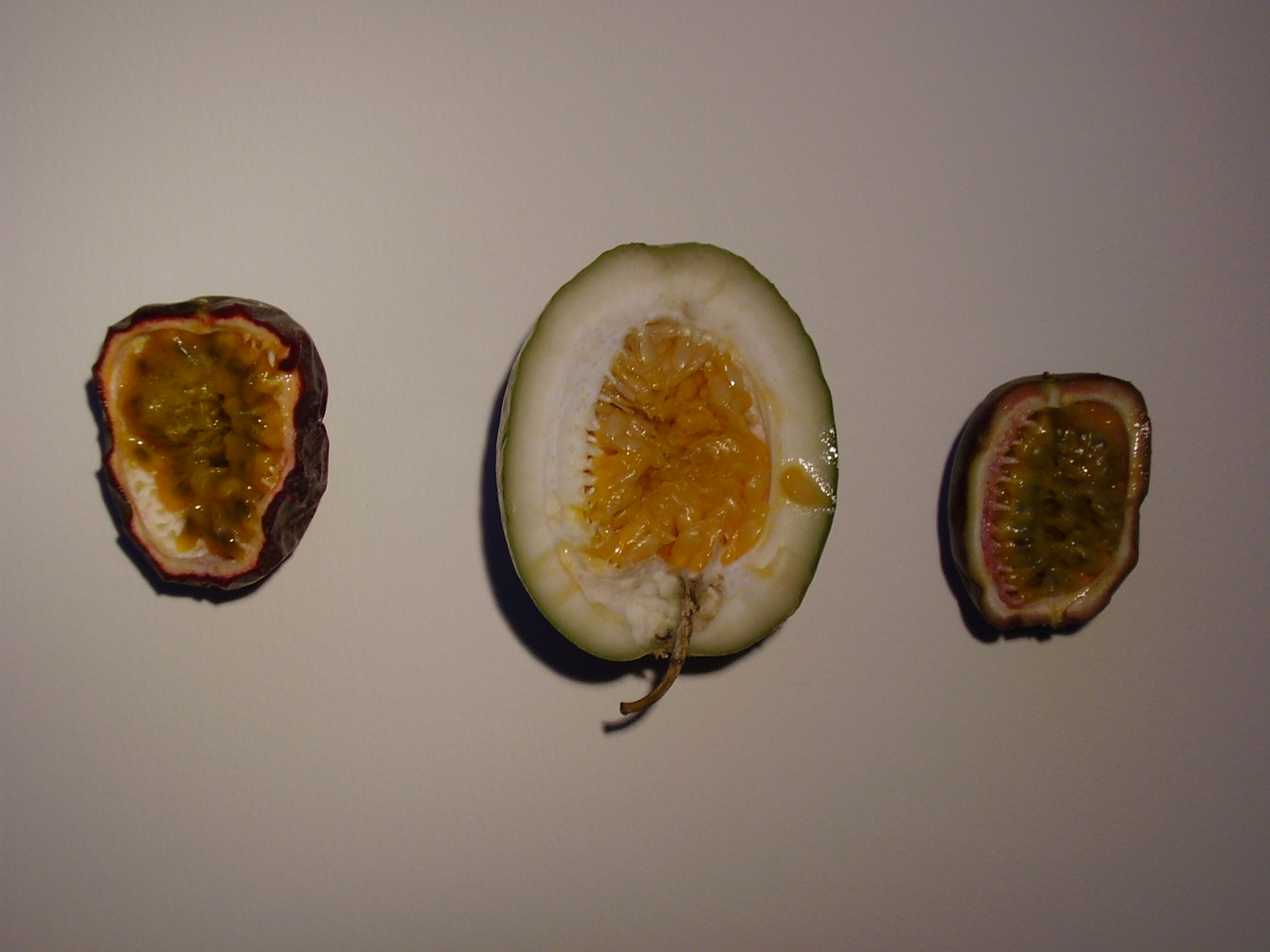
Passionsfrucht, Gelbe Maracuja, Braune Maracuja (aufgeschnitten)
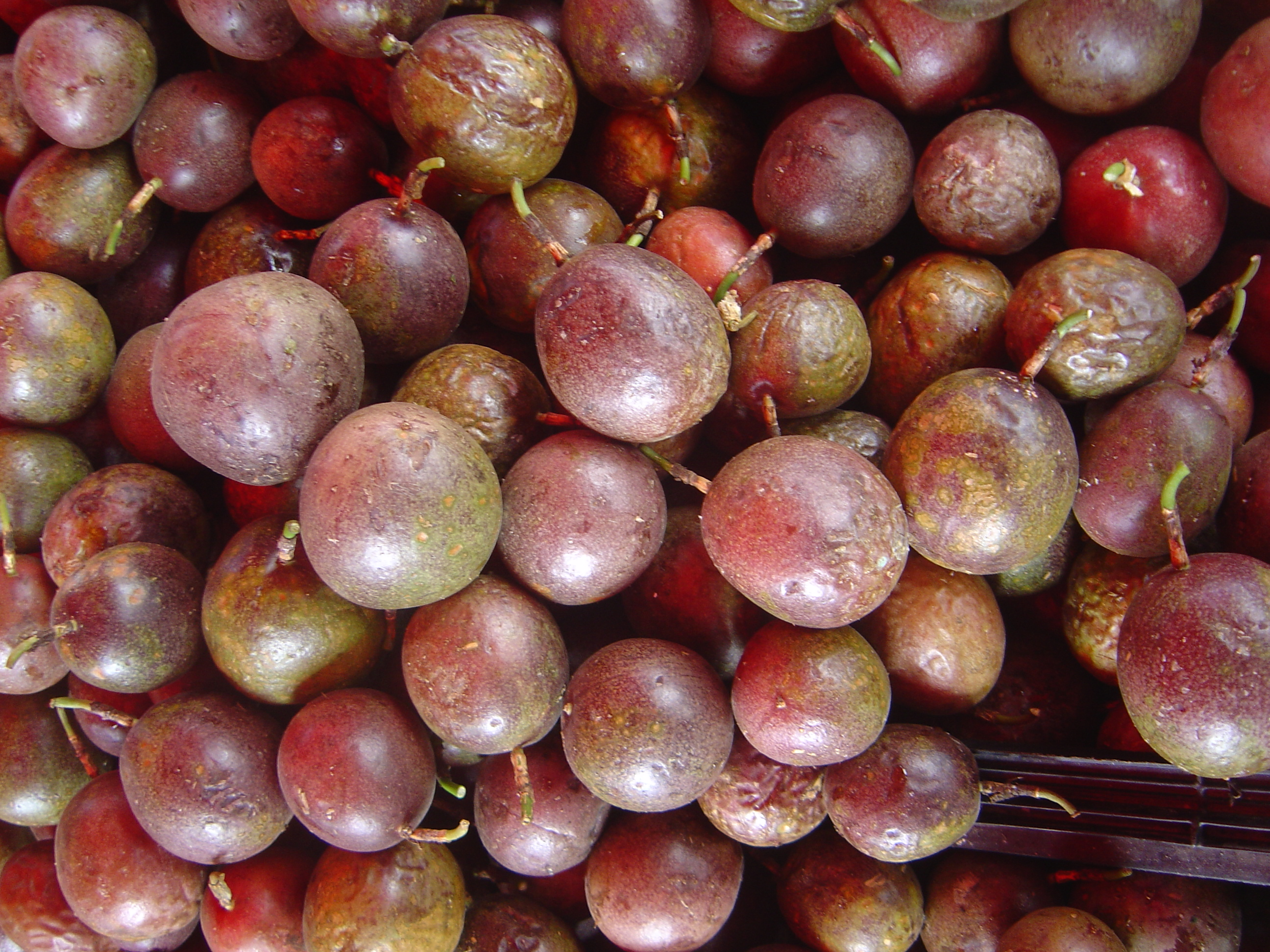
Früchte von Passiflora edulis
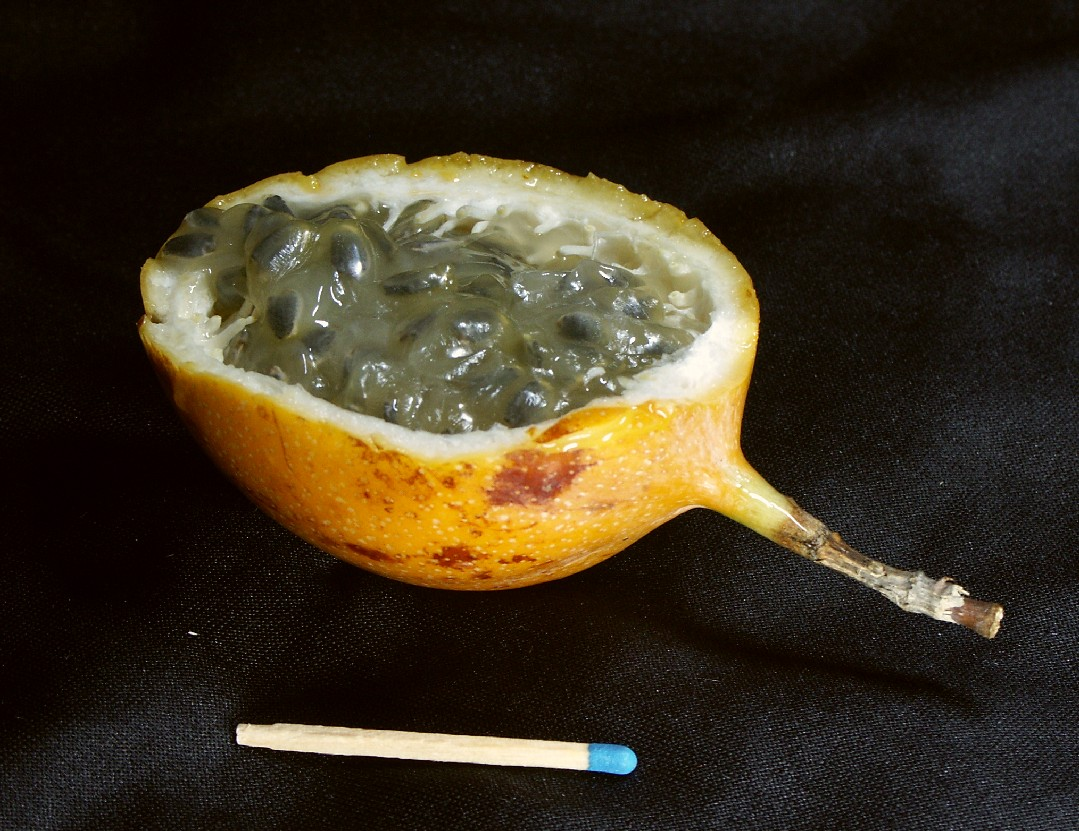
Süße Granadilla (Passiflora ligularis)
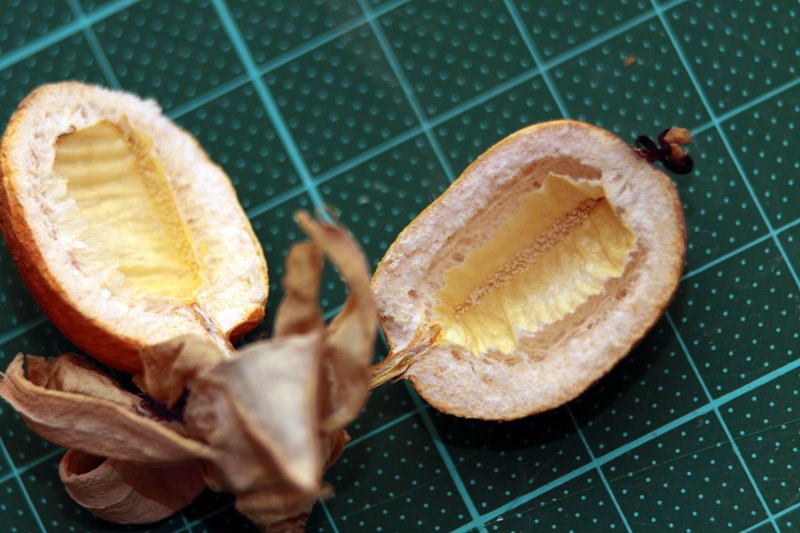
getrocknete, sterile Frucht der Passiflora caerulea: aufgeschnitten
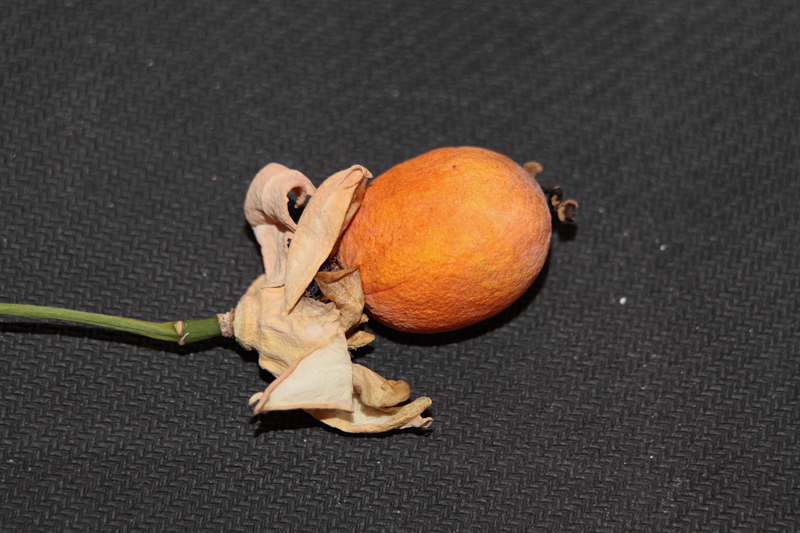
getrocknete, sterile Frucht der Passiflora caerulea, 24 mm groß

## Inhaltsstoffe
Arten der Gattung Passiflora enthalten Indol-Alkaloide (die β-Carboline Harman, Harmin, Harmol, Harmalol und Harmalin), Flavonoide (Chrysin, Vitexin, Isovitexin, Apigenin, Benzoflavon, Kaempferol, Lucenin, Luteolin, Passiflorin, Quercetin, Rutin, Orientin und Isoorientin) und Saponine wie Quadrangulosid. Problematisch ist, dass noch nicht alle Inhaltsstoffe dieser Pflanzen identifiziert werden konnten, und auch der Gehalt dieser Substanzen selbst innerhalb einer Art unterschiedlich ist. In einem Fall konnte eine toxische Wirkung von Passiflora-Behandlung nachgewiesen werden. Insgesamt gibt es einen Mangel an Studien zur Erfassung aller Pflanzenbestandteile, ihrer Wirkungsweisen und möglicher Gefahren. Dies ist jedoch im Bereich der traditionellen Heilpflanzen nicht ungewöhnlich.

## Naturheilkunde
Die Blätter von Passionsblumen (meist auf die Art Passiflora incarnata beschränkt) werden in der Phytotherapie gegen nervöse Unruhe, Anspannung, Reizbarkeit oder Angstzustände und damit zusammenhängende Schlafstörungen, Rückenschmerzen und Verspannungen oder Herzbeschwerden oder Magen-, Darmbeschwerden eingesetzt, ferner auch bei depressiver Verstimmung, Hysterie oder Asthma. Es sind keine Nebenwirkungen bekannt. Über die Verträglichkeit während der Schwangerschaft gibt es keine umfangreichen Erfahrungen.
Die Blätter und die Stängel können sowohl frisch als auch getrocknet als Tee getrunken werden und sind auch als Fertigpräparate erhältlich. Daneben werden viele Kombinationspräparate, teilweise auch als Saft, angeboten, zum Beispiel mit Baldrian, Johanniskraut, Hopfen, Melisse oder Weißdorn gemischt.

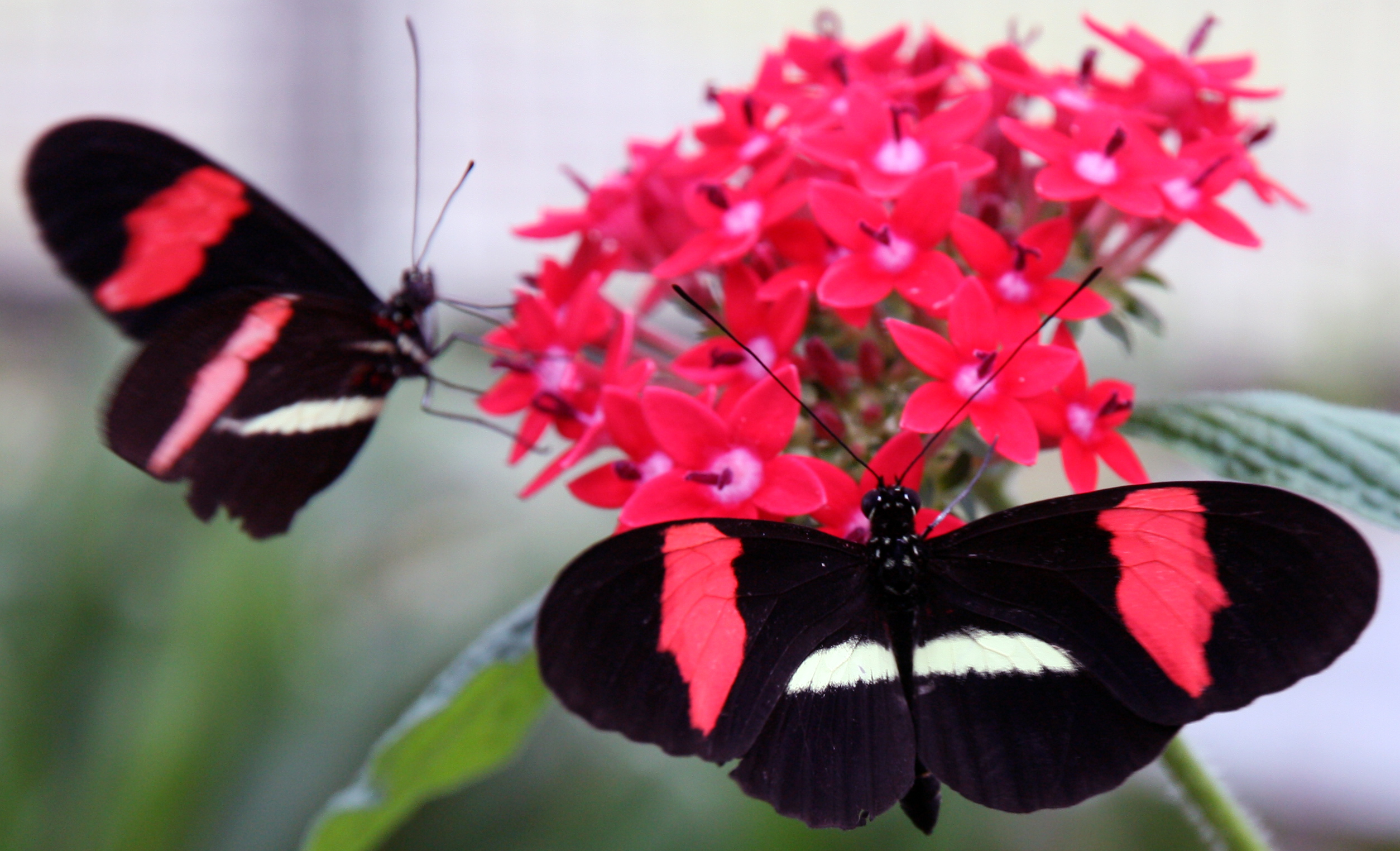
Heliconius melpomene rosina aus der Familie der Passionsblumenfalter (Heliconiinae)

## Ökologie
Manche Vertreter der Passionsblumen haben im Laufe der Evolution eine besondere Form von Mimikry entwickelt, um sich vor dem Blattfraß der Raupen der Heliconius-Falter zu schützen. Um Kannibalismus zu vermeiden, untersucht der Falter vor der Eiablage, ob sich auf den fraglichen Blättern bereits Eier von Artgenossen befinden. Die Eier des Falters sind gelb gefärbt. Einige Arten der Passifloraceae erzeugen selbst gelbe Punkte auf ihren Blättern und täuschen so einen Befall vor. Auch locken Passionsblumen durch das Absondern eines bestimmten Nektars gezielt Ameisen und Wespen an, die die Eier und Raupen des Falters fressen sollen.